# 루이스 페르난도 수아레스
루이스 페르난도 수아레스(스페인어: Luis Fernando Suárez, 1959년 12월 23일~)는 콜롬비아의 은퇴한 축구 선수이자 현직 축구 지도자로 현재 콜롬비아 리그 카테고리아 프리메라 A의 데포르티보 페레이라 감독직을 맡고 있다.

## 선수 시절
1987년 고향팀인 아틀레티코 나시오날 입단 후 1993년까지 팀의 주축 수비수로 활약하며 1988년 카테고리아 프리메라 A 준우승, 1991년 카테고리아 프리메라 A 우승, 1989년 코파 리베르타도레스 우승, 2회 연속 코파 리베르타도레스 4강 진출(1990, 1991) 등의 중추적인 역할을 수행했으며 1994년부터 1995년까지 데포르티보 페레이라에서 활동하다가 현역에서 물러났다.

## 지도자 경력
1999년 친정팀인 아틀레티코 나시오날의 감독으로 본격적인 지도자 커리어를 시작하자마자 리그 우승을 이끌어내며 성공적인 지도자 데뷔 시즌을 마쳤다.
이후 2004년부터 2007년까지 에콰도르 대표팀의 감독을 맡아 2006년 FIFA 월드컵에서 에콰도르의 사상 첫 월드컵 16강 진출의 업적을 이끌었으나 이듬해에 열린 2007년 코파 아메리카에서 3전 전패의 실망스러운 성적으로 조별리그 탈락의 쓴 잔을 마셨고 이후 열린 2010년 FIFA 월드컵 남미 지역 예선에서는 월드컵 본선 경험이 전무한 베네수엘라를 상대로 1차전 홈 경기에서 0-1로 패한 뒤 2차전에서 월드컵 최다 우승국인 강호 브라질에게는 0-5로 대패했으며 3차전에서도 훗날 이 대회 본선에서 8강의 돌풍을 일으킨 파라과이에게도 1-5로 참패하면서 파라과이와의 3차전 경기 직후 에콰도르 감독직에서 물러났다.
그 뒤 2011년부터 2014년까지 온두라스 대표팀의 사령탑을 맡아 CONCACAF 골드컵 2회 연속 4강 진출(2011, 2013), 2013년 코파 센트로아메리카나 준우승, 2014년 FIFA 월드컵 본선 진출을 이끌었고 2019년부터 2020년까지 후니오르 FC의 감독을 역임하며 2019 콜롬비아 슈퍼컵 우승, 2019 전기리그 우승, 2019 후기리그 준우승 등을 이끌었다.
이후 2021년 코스타리카 국가대표팀 감독으로 선임된 뒤 2022년 FIFA 월드컵 북중미카리브 지역 3차 예선 4위로 대륙간 플레이오프 진출을 이끌었으며 대륙간 플레이오프에서 12년만에 월드컵 본선 진출을 노린 뉴질랜드를 꺾으며 코스타리카의 3회 연속 월드컵 본선 진출을 이끌었다.

## 수상

### 구단 (선수)
아틀레티코 나시오날
- 카테고리아 프리메라 A : 우승 (1991), 준우승 (1988)
- 코파 리베르타도레스 : 우승 (1989), 4강 (1990, 1991)

### 구단 (지도자)
아틀레티코 나시오날
- 카테고리아 프리메라 A : 우승 (1999)

후니오르 FC
- 카테고리아 프리메라 A : 우승 (2019 전기), 준우승 (2019 후기)
- 콜롬비아 슈퍼컵 : 우승 (2019)

### 국가대표팀 (지도자)
온두라스
- CONCACAF 골드컵 : 4강 (2011, 2013)
- 코파 센트로아메리카나 : 준우승 (2013)